# Сасанидски грађански рат 589–591.
Сасанидски грађански рат 589–591. је сукоб који је избио 589. године, због великог незадовољства племића према владавини Хормизда IV. Грађански рат је трајао до 591. године, завршавајући се свргавањем михранидског узурпатора Бахрама Чобина и враћањем сасанидске породице као владара Ирана.
Повод за грађански рат био је због оштрог односа краља Хормизда IV према племству и свештенству, према којем није имао поверења. Ово је на крају натерало Бахрама Чобина да покрене велику побуну, док су два брата Испахбудхан Вистам и Виндуји извршили удар у палати против њега, што је резултирало заслепљењем и на крају смрћу Хормизда IV. Његов син, Хозроје II, је потом крунисан за краља.
Међутим, то није променило мишљење Бахрама Чобина, који је желео да обнови партску власт у Ирану. Хозроје II је на крају био приморан да побегне на византијску територију, где је склопио савез са византијским царем Маврикијем против Бахрама Чобина. Године 591, Хосров ИИ и његови византијски савезници напали су територије Бахрама Чобина у Месопотамији, где су успешно успели да га победе, док је Хозроје II поново преузео престо. Бахрам Чобин је након тога побегао на територију Турака у Трансоксијани, али је недуго затим убијен или погубљен на подстицај Хозроје.

## Историјска позадина
Када је Хозроје I ступио на сасанидски престо 531. године, започео је низ реформи које је започео његов отац и претходник Кавад I. Ове реформе су углавном биле усмерене на елите Сасанидског царства, које су постале превише моћне и које су могле да свргну неколико сасанидских владара. Хосров је био прилично успешан у овим реформама, а после његове смрти 579. године, наследио га је син Хормизд IV, који је наставио политику свог оца, али на оштрији начин; да би контролисао елите, он је, према речима Шапура Шахбазија, „прибегао грубости, омаловажавању и погубљењу“. Хормизд је био изузетно непријатељски расположен према елитама и није им веровао; стога је стално стајао на страни нижих слојева.
Хормизд је такође одбио захтеве зороастријског свештенства да прогони хришћане . Није му се свидело зороастријско свештенство, па је због тога убио велики број њих, укључујући и самог главног свештеника. Штавише, Хормизд је у великој мери смањио плате војсци за 10 процената и масакрирао многе моћне и истакнуте чланове елите, укључујући чувеног каренидског везира његовог оца, Бозоргмера. Према средњовековном персијском историчару Ел Табарију, каже се да је Хормизд наредио смрт 13.600 племића и верника.

## Последице
Тада је и званично склопљен мир са Византинцима. Морис је, за своју помоћ, добио већи део сасанидске Јерменије и западне Грузије, и добио је укидање данка који је раније био плаћен Сасанидима. Ово је означило почетак периода мира између два царства, који је трајао до 602. године, када је Хосров одлучио да објави рат Византинцима након убиства Мауриција од стране узурпатора Фоке.